# Bueng
Bueng is een bestuurslaag in het regentschap Aceh Besar van de provincie Atjeh, Indonesië. Bueng telt 176 inwoners (volkstelling 2010).